# Ivana Plechinger
Ivana Plechinger (Zagreb, 3. srpnja 1973.), hrvatska pjevačica i voditeljica.

## Životopis
Školu je završila u Našicama, muzičku školu pohađala u Osijeku. Vratila se u Zagreb i započela pjevačku karijeru u grupi Funny Hill. Odatle se otisnula u samostalnu karijeru koja je urodila dvama albumima na kojima pjeva pjesme svojega supruga Brune Kovačića i nekoliko vlastitih. U međuvremenu je diplomirala na Muzičkoj akademiji, a usporedo s pjevanjem i skladanjem, teče njezina osmogodišnja suradnja s HRT-om, gdje vodi dječju emisiju Hugo (1996. – 2004.). Nakon gašenja projekta prelazi na RTL, na radiju vodi emisiju Kvazi kviz te se još jednom osamostaljuje, ovaj put objedinivši glazbu, pedagogiju i zabavu i otvara dječju rođendaonicu. Zapažen je njezin nastup na Dori 1997. s pjesmom Zora, a njezine pjesme nalaze se na albumima Vanne, Danijele, Jacquesa Houdeka i Divas. Majka je dvojice sinova.

## Diskografija

### Albumi
- Ivana Plechinger (1996.)
- Pitali momci (1998.)

### Suradnja
- Vanna, (Ivana, Kao rijeka (s Brunom Kovačićem))
- Oliver Dragojević (To nismo mi (s Brunom Kovačićem, izvodi s Divas))
- Jacques Houdek (Kao zrak)
- Dreletronic (Romeo i Julija)

## Filmografija
- "IN Magazin" (2017.)
- "Pet na pet" kao natjecateljica (2016.)
- "Dora" kao natjecateljica (1997.)
- "Hugo" kao voditeljica emisije (1996. – 2004.)

## Vanjske poveznice
- diskografija
- Tulumulu  Arhivirana inačica izvorne stranice od 18. prosinca 2014. (Wayback Machine)